# Cyclocephala aequatoria
Cyclocephala aequatoria är en skalbaggsart som beskrevs av S. Endrödi 1963. Cyclocephala aequatoria ingår i släktet Cyclocephala och familjen Dynastidae. Inga underarter finns listade i Catalogue of Life.